# 黄花马蔺
黄花马蔺（学名：Iris lactea var. chrysantha）为鸢尾科鸢尾属下的一个变种。

## 扩展阅读
- 維基物種上的相關：黄花马蔺